# Bisbat de Fiesole
El bisbat de Fiesole (italià: diocesi di Fiesole; llatí: Dioecesis Faesulana) és una seu de l'Església catòlica, sufragània de l'arquebisbat de Florència, que pertany a la regió eclesiàstica Toscana. El 2013 tenia 145.200 batejats d'un total 154.700 habitants. Actualment està regida pel bisbe Mario Meini.

## Territori

Mapa de la diòcesi

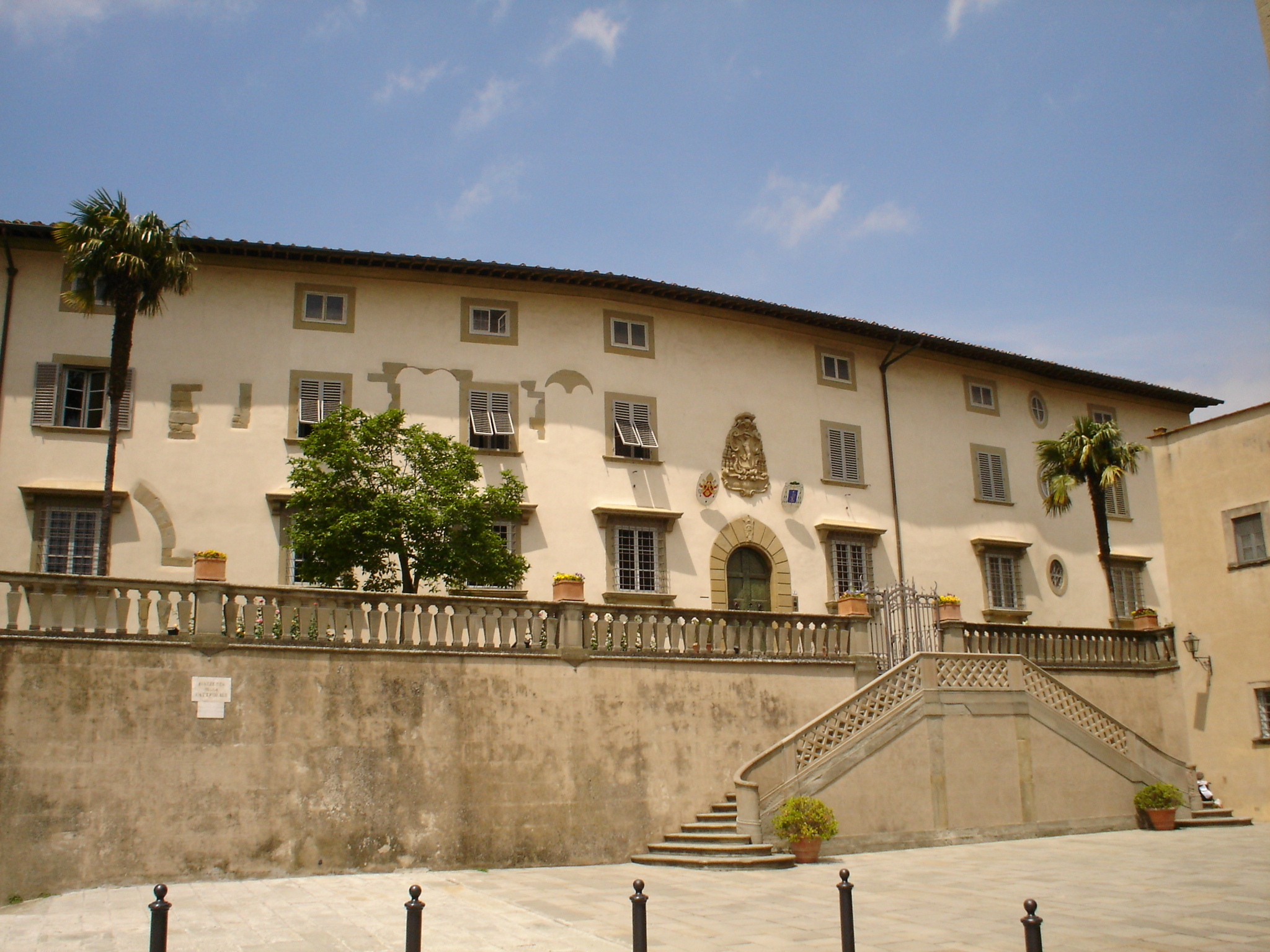
El palau episcopal.

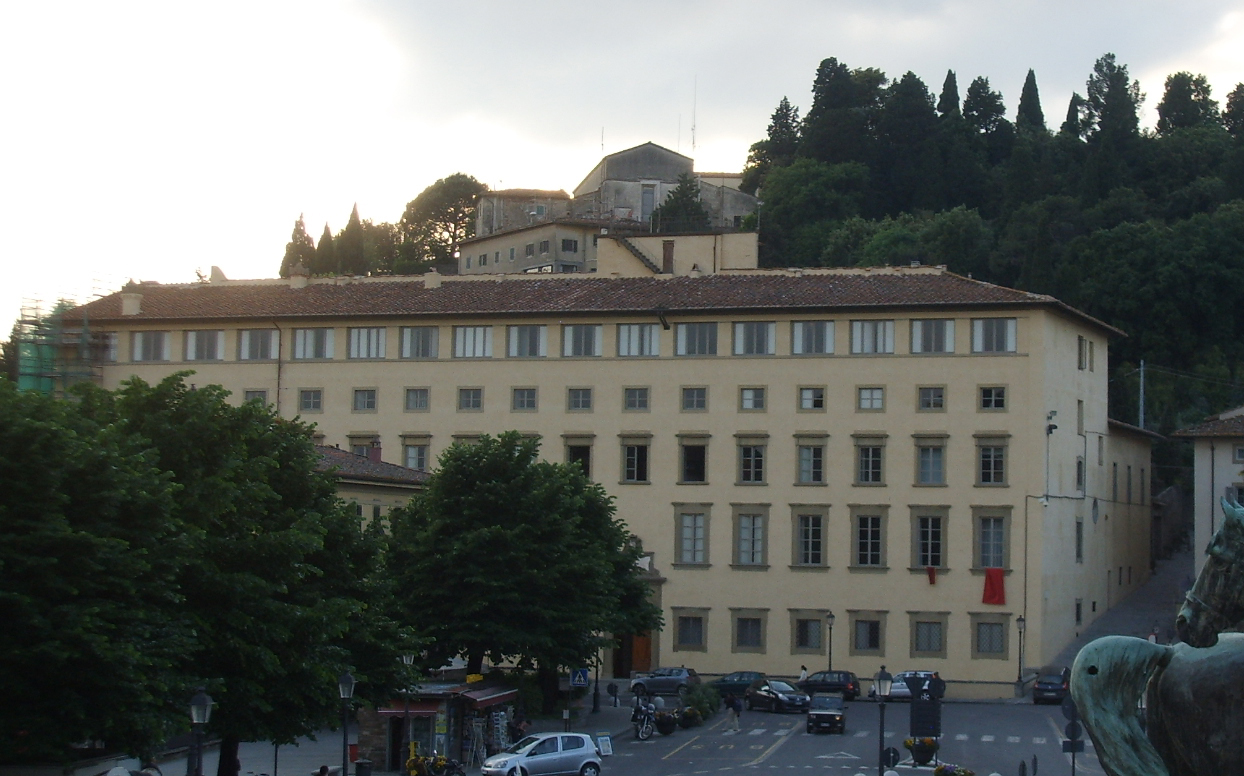
El seminari diocesà.

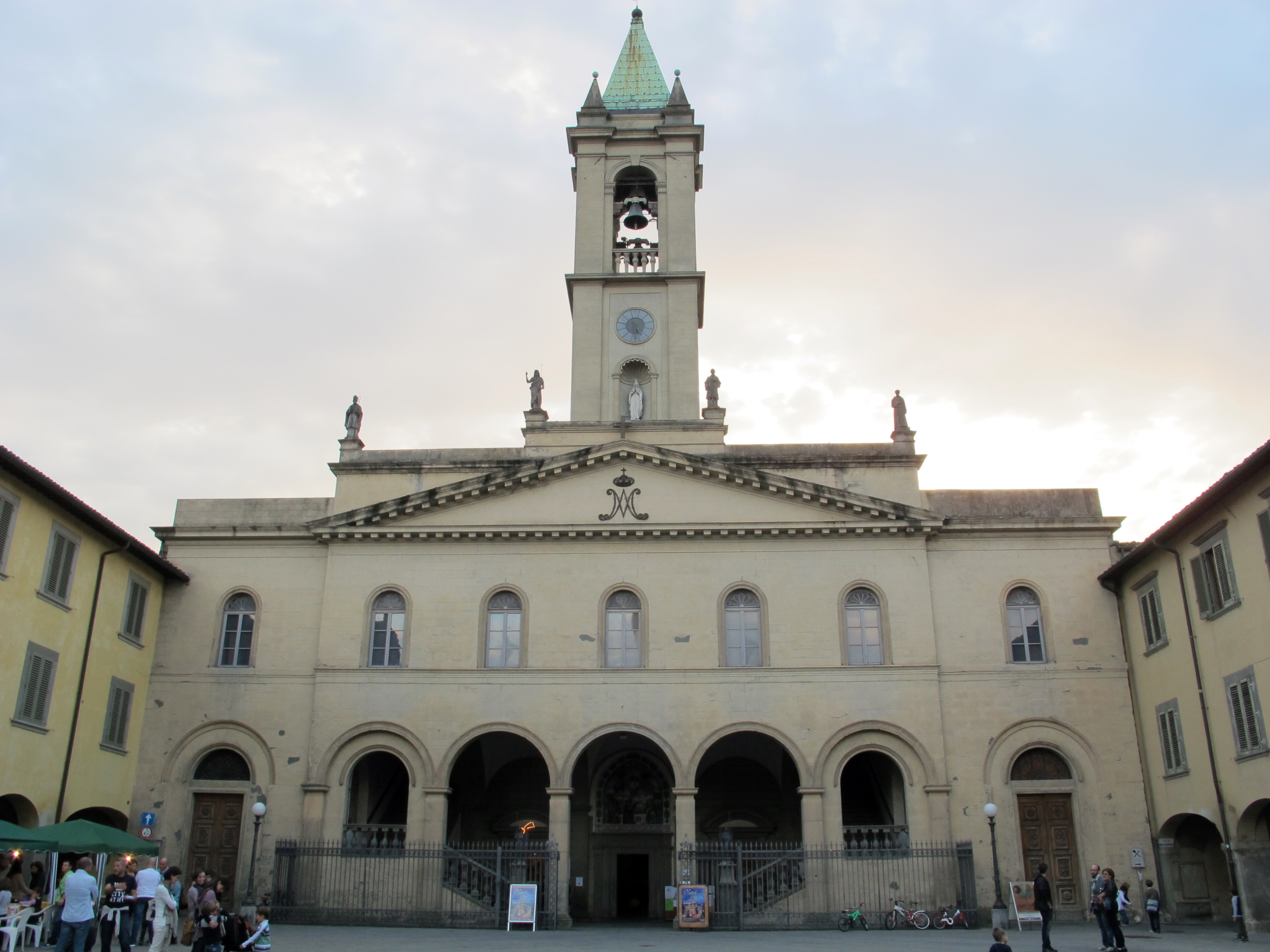
La basílica de Santa Maria delle Grazie a San Giovanni Valdarno.

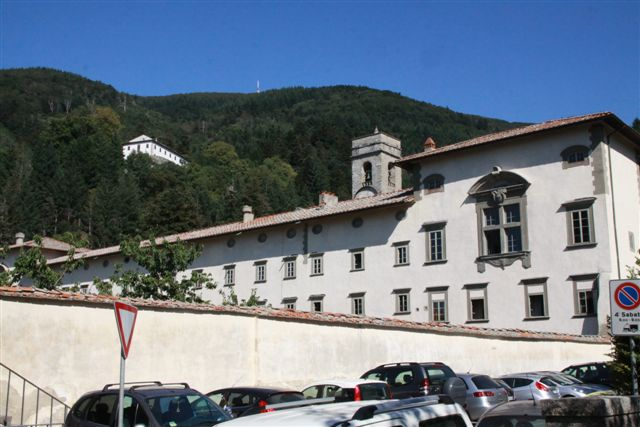
abadia de Vallombrosa, fundada per sant Giovanni Gualberto al.

La diòcesi comprèn la part sud-occidental de la província de Florència, la nord-occidental de la província d'Arezzo i la nor-oriental de la província de Siena.
La seu episcopal és la ciutat de Fiesole, on es troba la catedral de San Romolo.
Organitzativament, la diòcesi està dividida en 7 vicariats (Isola di Fiesole, Valdarno Fiorentino, Valdarno Aretino, Altipiano Valdarnese, Val di Sieve, Chianti, Casentino), dels que depenen 218 parròquies. Una característica peculiar de la diòcesii és que la seu episcopal de Fiesole es troba destacada del cos principal del territori diocesà constituint un exclave o illa, a l'interior de l'arquebisbat de Florència.
La jurisdicció pastoral fiesolana abasta tres àrees principals: el Valdarno, fins a Montevarchi; la Val di Sieve fins a Dicomano i, per tant, el Casentino fins a Poppi; el Chianti florentí fins Tavarnelle in Val di Pesa i després continuant pel Chianti Senese fins a Castelnuovo Berardenga.
El Valdarno fiesolà abraça al seu lloc, a la província de Florència, els municipis de Pontassieve (compartits amb la diòcesi de Florència), Rignano sull'Arno, Figline e Incisa Valdarno i Reggello, mentre que a la província d'Arezzo, inclou les ciutats de Pian di Scò, Castelfranco di Sopra, Cavriglia i finalment San Giovanni Valdarno (amb l'Arno, que és el límit amb la diòcesi d'Arezzo que després sosté l'església de Santa Teresa d'Àvila) i Montevarchi, límit extrem valdarnès de la diòcesi fins al rierol Dogana que deixa així Arezzo: Santa Croce alla Ginestra, Santa Maria a Moncioni, San Martino a Levane, Santa Reparata a Mercatale-Torre, Santi Andrea i Lucia a Levanella.
A través de la Vall de Sieve, la diòcesi s'estén cap a les ciutats de Rufina, Pelago, Londa, Dicomano i toca les altures de la vall amb Vaglia de tornada fins a Pian di Mugnone, tots dos compartits amb Florència. Continuant cap a l'est del territori de la diòcesi arriba a Sant Godenzo i entra al Casentino passant per Stia, Pratovecchio, Poppi i pujar turons fins Castel San Niccolò i Montemignaio.
L'ala del Chianti florentí inclou els municipis de Greve in Chianti (compartit amb Florència) i arriba a Tavarnelle Val di Pesa entrant després a la província de Siena, als comuns de Castellina in Chianti, Radda in Chianti on toca l'arxidiòcesi de Siena que a Radda arriba fins a San Fedele a Paterno, Gaiole in Chianti (compartida amb Arezzo) i, finalment, a l'extrem sud de la diòcesi, Castelnuovo Berardenga però on Fiesole té només una sola parròquia: San Lorenzo a Tregole; altres parròquies de Castelnuovo són part de la diòcesi d'Arezzo i de l'arxidiòcesi de Siena.

## Història

### Orígens i primers segles de la diòcesi
La tradició diu que el primer bisbe de Fiesole va ser sant Ròmul, qui hauria estat enviat a predicar el cristianisme per Sant Pere, de qui va ser un deixeble. Però la llegenda, encara que el rellançament o ha de rellançar, entre d'altres, Giovanni Villani, sant'Antonino i el martirologi romà, que indique que sant Ròmul va patir martiri a Fiesole al 67, casualment el mateix any del martiri de Pere, ara es considera com a més aviat improbable. No s'ha demostrat que Sant Ròmul s'hagués relacionat amb Sant Pere, que va ser enviat a convertir els fiesolans i que, per tant, va ser el primer bisbe de la diòcesi.
Des del segle xix es considera que el més probable que la data l'origen del bisbat de Fiesole sigui al segle iii o V, encara més, ja que es van trobar rastres dels seus pastors documentals almenys fins al segle iv. De fet, el primer nom que apareix com un bisbe és un tal Messio Romolo, fiesolà, que va començar com un escolanet en una església cristiana local i després, després de pujar tota la jerarquia eclesiàstica, va ser triat bisbe, com apareix a dues cartes adreçades a sant Ambròs.
Posteriorment és nomenat pel Papa Gelasi, en una carta a Elpidio, bisbe de Volterra, un altre bisbe sense nom de Fiesole que el Papa defineix com "longeu" i culpa per anar a Ravenna a la cort de Teodoric, que era un heretge seguidor de l'arrianisme, i per haver tractat personalment, sense el consentiment papal, el destí de la diòcesi en el moment que estava ocupada pels ostrogots. Després, l'any 536, un bisbe Rustico de Fiesole va ser legat del Papa Agapit I al Segon Concili de Constantinoble.
El Papa Pelagi I, el 15 de febrer de 556, va escriure als set bisbes de la Tuscia Annonaria, inclos el de Fiesole, però sense anomenar-lo pel seu nom i després va romandre en l'anonimat perquè reconfirmà la seva lleialtat a Roma, mentre s'acostava el moment de la baixada a Itàlia dels longobards. De fet, a Fiesole, després de la conquesta del llombards, moltes esglésies van ser destruïdes o van ser despullats de les seves possessions i els sacerdots fiesolans van ser perseguits o reduït a la pobresa i obligat a marxar a Luni o a les diòcesis veïnes. En aquesta conjuntura, la seu de Fiesole va romandre vacant durant dècades i només en 599 el papa Gregori I va instruir Venanzio, bisbe de Luni, per fer front a la reconstrucció de la diòcesi devastada. A continuació hi ha una absoluta foscor documental.
Només 150 anys després, en un epígraf, reapareix el nom d'un bisbe de Fiesole anomenat Teodaldo, natural d'Arezzo, que, el 5 de juliol de 715, juntament amb els bisbes de Florència, Pisa i Lucca, a l'església de San Genesio (ubicada a l'antiga poble de Vicus Uualari, prop de San Miniato), va pronunciar un discurs a favor de l'Església d'Arezzo. Però el que va dir i per què va dir que es manté fins avui en dia un misteri.
Des de l'Arxiu capitolar d'Arezzo, sabem que el 5 de juliol de 715 un col·legi de bisbes presidits per Gunteram, missus del rei Liutprando, es va reunir a San Genesio in Vallari per jutjar la disputa entre els bisbes d'Arezzo i de Siena a causa de contencions sobre algunes esglésies. El Col·legi de Bisbes va emetre una judici a favor de la diòcesi d'Arezzo.

### El bisbe sants
Amb el final del regne Longobard i la reorganització franca dels territoris italians, també a Fiesole els poders temporal i espiritual es van fusionar en la figura única del bisbe-comte. El primer bisbe documentat de Fiesole que va ser investit com a feudatari de l'Imperi és un tal Leto al segle ix, més tard venerat com un sant. Leto va trobar gestionar, des d'un punt de vista purament polític, una situació bastant difícil perquè la societat feudal, o almenys la de Fiesole, es caracteritzà per la fragilitat política extrema causada per la virulència i l'anarquia dels potentats locals que podien ser mantinguts a ratlla només amb donacions i concessions territorials sovint exorbitants.
D'altra banda, el territori jurisdiccional de la diòcesi s'estenia per àrees essencialment muntanyenques, que, per tant, afavorien l'aïllament geogràfic i polític de divisió de les diferents realitats locals. Cada pic, turó, pujol o terra alta de la diòcesi estava custodiada per un castell o una fortalesa els senyors dels quals, forts en la seva inexpugnabilitat, es creien d'alguna manera intocables. Per no parlar que tres de les més poderoses famílies feudals del fiorentino, els Guidi, els Ricasoli i els Ubertini, tenien les seves possessions en el territori de Fiesole i, per tant, sense dubte no van contribuir al procés de reconeixement de la superioritat temporal del bisbe.
Una actitud semblant el va fer les despeses bisbe Alejandro, deixeble i successor de Leto. En un intent per recuperar el control sobre els vassalls i territoris rebels van extorsionar a la diòcesi, Alessandro el 823 va anar a Pavia per ser rebut en audiència per l'emperador Lotari I i obtenir d'ell un mandat imperial, però, abans que el sobirà es pronunciés, però en el camí de tornada a Fiesole, el bisbe va ser atacat prop de Bolonya per un grup d'assassins i es va ofegar al Reno. Va ser reconegut i fet sant màrtir i les seves restes han descansat durant segles, i són venerats, a la basílica fiesolana dedicada a ell és a dir, la Basílica de Sant Alexandre.
Després d'ell, un altre futur sant es va instal·lar a la càtedra de Fiesole: Romano. Es va oposar amb duresa els infractors de les esglésies que s'introduïen a les tombes per espoliar els cadàvers, però sobretot es va ser l'aparició de la invasió normanda tractant de resistir als assaltants que encara prevalien. En represàlia els normands van destruir el bisbat, calant foc a l'arxiu episcopal i van arrasar la catedral en el moment que estava fora de la ciutat, a continuació, sobre el lloc va ser construïda la Badia Fiesolana.
Però més enllà dels mèrits i demèrits individuals dels tres bisbes sants, Leto, Alessandro i Romano, el que van fer majorment per la diòcesi va ser establir un precedent important i clar per la figura del bisbe amb la connotació d'àrbitre i poderós patró dels pobres. En aquells moments, les constants guerres i represàlies entre castells, per no parlar de les invasions exteriors, van caure gairebé sempre sobre persones indefenses i el bisbe de Fiesole va ser l'únic que tenia autoritat, i per sobre de tots els mitjans per prevenir el saqueig i destruccions. Fins i tot si això significa desfer-se d'anualitats i privilegis establerts diocesà va fer callar les armes. Un esforç reconegut i recompensat per la gent local que, fins i tot abans de la canonització oficial, van començar ara a venerar com a sants els tres prelats.
El llegat espiritual i polític dels bisbes-sants es va transmetre, amb alts i baixos, fins que els seus successors i no només per als restants edat mitjana, però fins i durant els dos segles següents de "pax medicea" i va acabar a finals del segle xviii, quan amb la reorganització i modernització lorenesa de la Toscana, la funció de supervisió del compliment de les lleis passà, per lleis i competència, a l'Estat.

### Comptes de Turicchi
A la relació dels bisbes-sants també s'ha de considerar a Donat d'Escòcia qui succeí, vers el 829, a Grusulfo o Grasulfo, conegut només perquè el seu nom apareix a la llista dels bisbes que van participar el 826, en un concili a Roma convocat pel Papa Eugeni II. Donato, anomenat "d'Escòcia", però en realitat era irlandès, va arribar a la ciutat després de la devastació normanda i aviat va esdevenir la persona que va dirigir la reconstrucció de manera que, pocs anys després de la seva arribada, va ser aclamat bisbe per aclamació popular. O almenys això és el que la tradició, juntament amb la seva canonització, mostra com Donato havia fet el bé per al poble de la diòcesi.
No obstant això, el llarg episcopat de Donato és especialment important, ja que va marcar un punt d'inflexió en la història de la ciutat i de la diòcesi de Fiesole. De fet en el 854 el comtat fiesolà es va incorporar al florentí i, per tant, el bisbat va perdre qualsevol jurisdicció civil fora de les muralles de la ciutat. Donato això va aconseguir, segons l'Italia Sacra de Ferdinando Ughelli, mantenir pels bisbes de Fiesole el títol de comte aconseguint per a l'episcopat la titularitat del comtat Turicchi, avui part de la població de Rufina.
Altres historiadors pensen el contrari. Emanuele Repetti escriu al respecte:
| « | Va ser el llogaret de Cotesta [San Piero a Turicchi] l'antic feu dels bisbes de Fiesole, per la qual cosa es va emportar el títol de comptes de Turicchi. En totes les ocasions en què el Comú de Florència va tractar d'exercir la seva jurisdicció sobre el comtat de Turicchi es rebel·lar disputes que encara que temporalment es van decidir, mai es va dur a un resultat definitiu a objecte d'establir la naturalesa del territori feudal. I encara que sota l'imperi de la dinastia regnant s'oferirien diverses ocasions, tot i això al govern del Gran Duc Leopold I no se solucionà la cosa, el que podria ser tema d'una tesi no és inútil per mostrar, que en tots els temps els governants dels territoris en què s'entén que aquest feu, tenen el dret de disposar d'aquest, en els termes expressats en els diplomes especials. Entre els privilegis que es poden unir en aquest sentit considero que el més antic és el de l'emperador Conrad I [sic] donat a Roma, el 1027, amb el qual va confirmar a Jacopo Bavaro com a bisbe de Fiesole tot el bisbe Regimbaldo, el seu predecessor, havia comprat als afores de Florència i Fiesole, i poc després validat per un altre privilegi de l'emperador Enric II. En aquests diplomes, però, no hi ha cap menció especial del territori de Turicchi. Ni tan sols, diu el Pagnini, s'entén on Ughelli en la seva sagrada italiana ha deduït el títol de comptes Turicchi que van prendre els bisbes de Fiesole. El primer lloc on ens trobem recorda la cort de Turicchi dels bisbes de Fiesole concedides pel rei d'Itàlia que apareix en una butlla del Pont. Pasqual II en 1103 va dirigir a Giovanni, Bisbe. Fiesole, que va confirmar, entre altres llocs: Castrum Agnae, Curtem Turricchi et Castilionis, sicut ex regis concessione ecclesiae tuae collata; i com s'indica mitjançant la concessió dels mateixos llocs de la seu fiesolana a butlles successives d'Innocenci III (any 1134), de Celestí II (any 1143) i Anastasi IV (any 1153) s'indiquen. Però el que és indubtable que tots els drets de l'imperi que havien passat a la corona de la Toscana, haguessin de pertànyer així mateix l'alt domini de la comarca de Turicchi. Es creia de fet, que l'alt domini fos tàcitament reconeguda pels bisbes de Fiesole, tan aviat com la Comunitat de Turricchi reconegués per escriptura pública del 25 de juny de 1398, amb el permís del seu bisbe, que va donar a conformitat durant deu anys a la República Florentina. El fet que la ciutat de Florència mantingués constantment il·leses les raons d'alt domini sobre Turicchi ho declara el tribut anual que els seus habitants com els feudataris camaldolensos de Moggiona i el poble de S. Michele a Trebana nell'Appennino di Tredozio van haver de suportar tot any a Florència. També a l'arch. d'Riformagioni es conserva un informe presentat per Francesco Vinta en 18 d'agost de 1563, a petició dels homes de Turicchi per a algunes càrregues que volia imposar el bisbe de Fiesole, en el qual es prenen a examen les prerrogatives d'aquest lloc establert per sentència de 13 de març 1564 (estil comú) pel consell de Pràctica secret. En un altre informe de Paul Won de 12 d'agost de 1574, a objecte de mitigar el contraband que feien els homes de Turicchi, el Gran Duc va reescriure: "El Vinta diu al Bisbe (de Fiesole), «que si no es consenteixen a l'opinió de la Pràctica, S.A. farà cancel·lar l'exempció, ja que no la vol en el seu perjudici.» | » |
| — Emanuele Repetti, Diccionari geogràfic, físic, històric Toscana, Florència, 1843, Vol. V, pàg. 603 | |   |

Però tot i que segueix sent incerta la data de transició als bisbes de Fiesole del comtat de Turicchi, segur és la data de la seva supressió que va tenir lloc l'1 de setembre de 1775 en quant «la vila de Turicchi ubicada al Vicariat de Ponte a Sieve ha de considerar-se en tots els aspectes com la resta del Gran Ducat, i està subjecte a totes les lleis i ordres, sense cap excepció, que s'observa a la resta de l'estat». I tan cert és la data de 9 de gener de 1776 quan també es va decretar l'anul·lació del títol de Comte de Turicchi.

### Vassalls de l'Imperi
Donato d'Escòcia no va ser només l'últim comte de Fiesole, sinó també l'últim bisbe en ser directament elegits pel poble de la diòcesi d'acord amb la pràctica antiga. De fet, després de la creació del Regnum Italiae i la seva posterior annexió a l'Imperi, els bisbes de Fiesole van començar a ser nomenats per les primer pel sobirà itàlic i per l'emperador des de llavors.
Malgrat l'èxit altern de la qualitat en la gestió i la pastoral dels bisbes nomenats pel Rei, a vegades feia olor de simonia i sobretot malgastadors dels béns diocesans, per a la diòcesi de Fiesole a la fi del segle ix i principis del xii va obrir un període d'estabilitat política i, per tant, de creixement relatiu.
El primer dels senyors bisbes feudataris va ser Zanobi, successor de Donato, que va ser posat al capdavant de l'Església de Fiesole per Berenguer I d'Itàlia de qui va obtenir, per a la diòcesi, «moltes possessions mantingudes amb els serfs et dels llocs que pertanyen» i va mantenir estretes relacions amb Guiu III de Spoleto, amb qui va tenir en donació també la "Sala de la Cort", avui Santa Margherita Saletta al municipi de Fiesole, la "Corticella Buiano", avui en la torre Buiano, i els "boscos de Montereggi ", tant en el terme municipal d'avui de Fiesole.
El que Zanobi va recollir després va ser desaprofitat pel bisbe Vinizzone, més interessat en el seu poder personal en comptes del seu paper institucional, tant és així que sota ell es va produir un èxode dels religiosos, pel malbaratament del bisbe, que van ser obligats a trobar un altre lloc fora de la diòcesi per poder fer front als seu sosteniment : «com ara han d'anar [...], diran que "uns canonges de la catedral de San Alexandre, en 967 quan se li va preguntar pel seu bisbe Zanobi II, per quina raó eren pocs en nombre tant, va respondre per la destrucció i la dissipació dels "béns de l'església de Fiesole, que en aquest moment estava tota demacrada, desolada i en ruïnes. Mogut per tanta misèria el pietós prelat va fer donació de molts béns, a la condició que els dos sacerdots assistents de les principals esglésies, la Catedral i Sant Alexandre, visquessin en comú en la seva canònica». Zanobi II va ser també el que va ser capaç d'atorgar la diòcesi l'Abadia de Sant Salvatore en Agna i el bisbe Raimondo també va afegir l'església parroquial de Sant Ditale, avui el Convent de San Giovanni Battista en Sandetole a Dicomano. Regembaldo lloc va ser un altre bisbe malversador, però per enfrontar els càrrecs, la diòcesi va donar una mica de la seva propietat personal.
Sota Iacopo el Bavarès, fet bisbe per Enric II, Fiesole va viure un renaixement real amb la construcció, el 1028, de la nova catedral, dins i no més fora de les muralles de la ciutat, a les quals van ser traslladades les suposades restes de Sant Romolo. Sobre les ruïnes de l'antiga catedral i de l'espiscopi, ambdós destruïts dos segles abans pels normands, va començar la construcció de l'Abadia de Sant Bartolomeo conegut com a Badia Fiesolana. Iacopo va erigir el nou, i actual, palau episcopal, i va ser qui va autoritzar a sant Joan Gualbert fundar el seu ordre i el monestir a Vallombrosa.
A diferència d'ell, Attinulfo, íntim de d'Enric III, va ser acusat obertament de simonia i les proves contra ell eren tan greus que la història va acabar fent un enrenou: la visita apostòlica a Fiesole pel Papa Lleó IX, profundament lligat amb l'imperi i l'emperador, només va augmentar les sospites, i la inquietud agumentà en comptes de reduir.Trasmondo també va ser acusat de simonia i aquesta vegada el Papa Gregori VII, no era gens condescendent amb la "investidura fàcil", com el seu predecessor. Trasmondo després es va enfrontar a la prova de foc, una pràctica medieval típica florentina que bàsicament consistia a caminar sobre les brases, i en sortir indemne va ser absolt de tota culpa: el Papa va amenaçar Fiesole amb l'excomunió si s'atrevien a atacar de nou.
Però la importància de Fiesole, almenys políticament, si no a l'església, sota el feudalisme imperial havia crescut enormement com demostrat pel fet que els bisbes Guillem i Gebizzo podien tractar a la par els comtes Guidi i, després de llargues negociacions, arribar en 1099 per Ugo i Albert de Romena la cessió dels monestirs de Santa Maria a Pietrafitta o a les Altes Muntanyes, a Consuma, i Santa Maria a Poppiena, avui al territori de Pratovecchio. A més, els comptes de Romena van donar els dos monestirs amb la condició que romangués per sempre a la diòcesi de Fiesole sense la possibilitat de transferir especialment a la diòcesi d'Arezzo, rival tant pels Guidi com per als bisbes de Fiesole.

### L'expulsió de Fiesole i la sortida figlinesa
Va ser durant l'episcopat de Giovanni, és a dir, «en l'any de Crist de 1125», que «els florentins van posar acollida a la fortalesa de Fiesole, que encara estava en peu i molt fort i tenint-la alguns senyors Catans que eren a la ciutat de Fiesole, i dins hi ha lladres i bandejats i males persones, que una vegada que van causar danys als camins i en el territori de Florència, per la qual cosa es va posar setge i es rendí per mancança de vitualles, car per la força mai no s'hauria tingut, fent-la abatre i desfer tota fins als fonaments, i van decretar que a Fiesole mai no s'ossés refer cap fortalesa.»
Però que "la banda dels Cattani" tenia Fiesole com a base per les seves incursions i després que Florència hagués intervingut per restablir l'ordre i l'imperi de la llei era només un pretext. Ja en 1123 els florentins havien començat a atacar brutalment Fiesole i els pobles dels voltants perquè Sant Atto, abat de Vallombrosa i després bisbe de Pistoia, va escriure al papa Honori II, demanant perdó per la violència perpetrada al poble de Florència pels fiesolans. Per als florentins, amb l'auge del seu domini, era vital per controlar política i militarment el que era la ciutat-fortalesa més a prop seu i més col·locat en un lloc de gran importància estratègica.
Però Florència no només estava interessada a arrabassar a Fiesole el domini dels seus bisbes, sinó també, i especialment, d'annexar-se la seva diòcesi. Chianti, Casentino i el Valdarno Superior, tots a la diòcesi de Fiesole, van representar caselles fonamentals dins del tauler d'escacs toscà-oriental al qual Florència aspirava a controlar: els florentins volien tenir-ho a les mans abans que fessin Siena, Arezzo o els senyors de Romanya. I només perquè eren zones frontereres i, per empitjorar les coses, geomorfològicament accidentada, les terres de la diòcesi eren un mosaic de feus variades, faccions i poders independents entre si i, sovint en armes uns contra altres, tant que l'única cosa que tenien en comú, i s'accepten com a tal, era de fet el bisbe de Fiesole. Podien prendre-ho tot, almenys eclesiàsticament, sota Florència era llavors un pas vital en els plans d'expansió de la política exterior florentina.
Per aquesta raó el bisbe Giovanni el 1103 es va tornar cap al Papa Pasqual II, i tenia la garantia, amb una butlla papal, que la diòcesi de Fiesole no seria agregada a la de Florència tot i que, com es desprèn del document, els bisbes de Florència amb annexions repetides havien separat la ciutat de Fiesole de la resta de la diòcesi, de manera que la seu fiesolana va donar lloc al fet que els anys s'han convertit en una illa o enclavament. Giovanni, amb aquest moviment, havia frustrat les ambicions de Florència i, molt probablement, Florència, amb la conquesta de Fiesole, va pensar que així podia venjar-se. Com a resultat directe de la conquesta i la destrucció de Fiesole, Giovanni es va veure obligat a exiliar-se i passar la resta del seu ministeri passant d'un castell a un altre al bisbat.
Per al seu successor, Gionata, els florentins va proposar concedir permís per moure el bisbat a Florència a canvi de la seva renúncia a qualsevol reclamació temporal sobre Fiesole, però ell es va negar amb fermesa. De fet, va pensar s'instal·lar-se en l'antic lloc de l'episcopi i de la catedral, que és la Badia Fiesolana, però per a això va ser necessari desallotjar els monjos benedictins que hi vivien i Innocenci II, quan se li va preguntar pels monjos, ho vetà. Així, el bisbe Gionata va haver de moure's entre el castell Monteloro, avui a Pontassieve, i Castiglioni, al territori de Rufina.
Mort Gionata, Florència també va fer la mateixa proposta a Rodolfo, i va rebre la mateixa negativa. D'altra banda, Rodolfo va actuar davant de Florència i va obtenir del Papa Alexandre III, d'Arezzo i de Siena, i fins i tot dels comptes Guidi i Ubertini el permís per moure el bisbat a Figline Valdarno, on, des que va assumir el càrrec, s'havia mudat permanent. Tant és així que en una butlla, de data 12 d'octubre de 1176, el Papa es dirigí a Rodolfo com "bisbe de Figline i Fiesole." Però en 1167 mentre que Rodolfo supervisava els treballs d'acabat de la nova catedral, l'episcopat, de la canònica i de l'hospital, les tropes de Florència, que tornaven d'una expedició contra Arezzo, van atacar el castell amb el bisbe i els figlinesos atrinxerats a l'interior. Els florentins no tenien els mitjans i materials per mantenir un llarg setge, però va venir al seu rescat un dels Ubertini de Gaville qui, traïnt-los, va deixar els florentins que entressin a la ciutat. Destruït i devastat tot sense descans, amb l'objectiu principalment en els nous edificis a la cúria de Fiesole, que van ser saquejats, cremats i després va cremar fins als fonaments. El bisbe, però va aconseguir escapar i salvar-se.
El que no va fer la política i les espases ho va fer cobdícia o, millor, la prodigalitat. Si Rodolfo, així com Lanfranco que el va succeir al capdavant de la diòcesi, eren homes de bé i no de fàcil adulació, Ranieri en els seus més de 27 anys com a bisbe la reduí pràcticament a la pobresa, a força de despesa i deutes, especialment amb Florència, qui el va mantenir sota control o, més aviat, per la gola. Així, quan en 1218 va esdevenir un nus molt estret, Ranieri es va veure obligat a cedir a les demandes de Florència i de donar el seu consentiment a la transferència de la seu de Fiesole a Florència al monestir de san Pier Maggiore. També va haver de pagar amb els béns i propietats diocesanes l'abisme del deute que s'havia creat en els últims anys. Florència i la seva diòcesi semblaven prevaler, però els monjos de san Pier Maggiore, es van negar a abandonar el seu monestir i van apel·lar al papa Honori III que, enutjat pel deute intolerable de Ranieri, va vetar el trasllat de la seu, que era una matèria reservada a la Seu Apostòlica.

### La captivitat florentina
«[Així que va ser] el bisbe Rinieri dilapidador de la seva església, i de dels seus béns, terres i propietats que va deixar en mans dels laics, onades de Honori III el 1218 prenem la providència severa i mort de l'indigne pastor, li va donar en canvi el gran Ildebrando da Lucca, que va haver de lluitar amb els poderosos usurpadors de propietat, protegit per la ciutat de Florència». Òbviament les represàlies florentines a les decisions d'Honori III i la batalla política i legal empresa pel bisbe Ildebrando va ser immediata.
«No obstant això, l'estratègia real de la República de Florència contra els seus enemics "interns", és a dir, en el moment, els comtes Guidi i els bisbes de Fiesole, va ser un altre: destruir ciutats i castells amb les armes i després obligar els legítims propietaris de vendre a diòcesi de Florència. Continua els fets l'Ammirato: «l'any 1226 va accelerar els èxits pròsperes dels fiorentinis els comptes Guidi van haver de vendre Montedicroce ja arruïnat per la República amb Monterotondo i amb Galiga al bisbe de Florència, ajudat a comprar-ho amb diners de la República, que va veure que l'emperador Frederic s'andava tot el dia agitant el major enemic de la Santa Església i els Guidi eren de la seva facció que s'havia fet càrrec dels comptes distants tan estimats, ja que podria fer a partir de les seves parets. Tampoc va ser en va el disseny dels fiorentins, car ja mort a principis de l'any 1227 el papa Honori, i que va succeir a Gregori IX nebot d'Innocenci III, va créixer en la ira i el menyspreu amb nou pontífex ».
Però si amb els comtes Guidi, essencialment aliats de l'Imperi, les operacions de l'annexió eclesiàstica dels seus feus tenien la benedicció papal, aquells contra la diòcesi de Fiesole no estaven absolutament en discussió. De fet, Gregori IX, per resoldre d'una vegada per totes la qüestió, volia donar un avís fort a Florència i, el 1228, ni tan sols un any després de la seva elecció al papat, va obligar a la ciutat i del seu bisbe per donar als bisbes de Fiesole la centralíssima església de Santa Maria in Campo que a partir d'aquell moment gaudiria d'extraterritorialitat diocesana. A canvi d'aquesta transferència, el bisbe Ildebrando i els seus successors es comprometien a no insistir més en els actius venuts per Ranieri a la República i aprovats eclesiàsticament sota la Cúria florentina, i ambdues parts, la diòcesi de Fiesole i la de Florència, a partir d'ara que respectarien l'statu quo territorial establerta pel Papa el 1228. I qualsevol futura transició d'una diòcesi a una altra dels pieves, esglésies, castells i pobles no podria tenir lloc sense el consentiment de Roma.
La cessió de Santa Maria, per descomptat havia de convertir-se en la nova residència dels bisbes de Fiesole i, de fet, Gregori X uns anys més tard, es va construir a costa de Florència, també el palau episcopal. Això es degué al fet que, en el conflicte entre el papat i l'imperi, era impensable que el bisbe pogués tornar a residir a Fiesole en què, almenys sobre el paper, es va mantenir com a feudatari imperial i, almenys no oficialment, encara no havia renunciat al poder temporal de Fiesole. El temor de Roma era que a Ildebrando el succeís un altre mal pastor que, pres d'excessos materials, rendís Fiesole i la seva diòcesi en mans de l'Imperi o als emissaris imperials a Itàlia: el gibel·lins. Així que amb el bisbe Ildebrando de Lucca va començar el llarg "captiveri florentí", una espècie d'interminable presó daurada a Florència que va mantenir els bisbes de Fiesole durant gairebé set segles.
Al principi, per evitar qualsevol implicació dels bisbes de Fiesole amb els gibel·lins i l'Imperi, els papes, després d' Ildebrando, nomenats al soli de Sant Ròmul primer a Manetto, fidel a Alexandre IV, i després una sèrie de religiosos, aliens a la política per definició, i a sobre de fora de Florència: el franciscà Filippo da Perugia, Angelo da Camerino ermità de Sant Agustí, Bartolomeo da Siena dels Menors de Sant Francesc, el dominicà Corrado Gualfreducci de Pistoia. I més tard, després de la tempesta cesaropapista, per mantenir els bisbes dels residents a Fiesole a Florència, Bonifaci VIII va inaugurar, amb Antonio d'Orso, la llarga sèrie de bisbes florentins que, fins a mitjan segle xix, va ser interromput solament per breus períodes de di Antonio Gaetani d'Aquileia (1409-1411), Giovanni Arcimboldi de Parma (1480-1481), i, en temps més moderns, des Ranieri Mancini de Cortona (1776-1814).
És difícil trobar una sola relació al criteri fiorentinesco per elegir els bisbes de Fiesole. Segurament, fins a la segona meitat del segle XV encara quedaven aquells factors que van fer de la diòcesi de Fiesole un possible element d'inestabilitat política, en quant el bisbe de Fiesole podria operar en funció anti-florentina juntament amb molts gibel·lins exiliats o fins i tot soldats de contractació de la fortuna o estar d'acord amb els principis i senyors de la guerra. Després de tot als bisbes de Fiesole no els mancava ni la motivació ni els mitjans per fer-ho.
Tot i així, quan el 10 de maig de 1419 el Papa Martí V va elevar la seu de Florència al rang d'arxidiòcesi metropolitana, tot i que Fiesole sempre havia estat immediatament subjecta a la Santa Seu, li va ser assignada com a sufragània.
A més de la consolidació a Florència de la senyoria dels Medici, que va fundar el seu propi poder personal, principalment en els vincles que tenien amb la ciutat i el seu comtat, i amb l'expansió en gairebé tota la Toscana del seu domini, tenir influència sobre el bisbe de Fiesole significava poder comptar amb el suport incondicional de les persones sota la seva jurisdicció. No s'ha d'oblidar que no només els Medicis tenien nombrosos béns personals a la diòcesi de Fiesole, com la gran Factoria de Montevarchi, sinó també que aquests territoris durant segles convertit en molt rics, productius i comercialment molt actius. A més, fins i tot militarment, altres poblacions de la Toscana acceptaven malament la dominació Medici i, per tant, sovint la seva representació episcopal d'aquest desacord amb les decisions o accions que tendien a disminuir, ralentizar, o de vegades, bloquejar les accions Granducals en els territoris de les seves diòcesis. I dues de les diòcesis més ingovernables, Arezzo i Siena, limitaven precisament amb la de Fiesole. Una clara demostració de la validesa dels temors dels Medici van ser els esdeveniments polítics i religiosos de Montevarchi, ciutat fronterera per excel·lència i on la política, la religió i la caritat, entre els segles xiv i xvii, es van fusionar en forma gairebé grotesca. D'una banda, la Germandat de la Santa Llet que volia prendre el control de la ciutat separant-se, de fet, de Florència per política civil i de Fiesole per a l'eclesiàstica i que, sense el treball conjunt de les dues institucions, s'hauria propagat. A l'altra banda de la llarga disputa entre Fiesole i Arezzo sobre la parròquia de Sant'Andrea Cennano que, com es va assenyalar en un informe al Gran Duc també l'alcalde Pietro Fabrizio Accolti va deixar ben ocults temes polítics més amplis sense resoldre, tan gran que va haver d'intervenir directament també la Santa Seu.
Per a tots aquests fiorentinismes al final de la "captivitat" que es va aconseguir només en 1874 i la unificació d'Itàlia va acabar. El retorn a Fiesole de la seu episcopal va ser decidit pel bisbe Luigi Corsani, pratès, que era de fet el primer florentí real no tornar a ocupar, després de segles, la càtedra de Fiesole.

### La institució del seminari
El seminari diocesà va ser instituït el 8 de maig de 1575 pel bisbe Francesco Cattani da Diacceto. Inicialment tenia la seu a Ponterosso, i després va ser traslladat a un edifici a Fiesole pel bisbe Lorenzo Della Robbia el 1635.

## Cronologia episcopal
- Sant Romolo † (segle iv)
- Anonimo † (citat el 492/496)
- Rustico † (citat el 536)
- Anonimo † (citat el 556)
- Teodaldo † (citat el 715)
- San Leto † (segle ix)
- Sant'Alessandro † (823)
- San Romano † (segle ix)
- Grusulfo † (citat el 826)
- San Donato d'Escòcia † (inicis de 844 - vers 874/877 mort)
- Zanobi † (vers 877 - finals d'abril de 899)
- Erlando † (citat el 901)
  - Vinizzone † (citat el 953) (antibisbe)
- Zanobi II (citat el 953 o el 966)
- Pietro † (citat el 982)
- Raimondo † (983 - finals de 1000 aproximadament)
- Regembaldo † (1017 - 1024)
- Jacopo Bavaro † (1024 - 1038)
- Atinulfo † (1039 - 1057)
- Gerardo † (1057 - ?)
- Trasmondo † (1059 - 1077)
- Guglielmo † (1077 - 1099)
- Gebizzo † (1099 - ?)
- Giovanni I † (1101 - finals de 1103)
- Giovanni II † (1114 - 1134)
- Gionata † (1144 - ?)
- Rodolfo † (1153 - 1179)
- Lanfranco † (1179 - 1187)
- Ranieri † (1192 - 1219 mort)
- Ildebrando da Lucca † (1220 - 21 de setembre de 1256 mort)
- Manetto † (3 d'octubre de 1257 - maig de 1277 mort)
- Filippo da Perugia, O.F.M. † (12 de febrer de 1282 - 1297 renuncià)
- Agnolo da Camerino, O.E.S.A. † (22 d'abril de 1298 - 1301 renuncià)
- Bartolomeo da Siena, O.F.M. † (21 de març de 1301 - 1301 renuncià)
- Antonio d'Orso † (1301 - 9 de juny de 1310 nomenat bisbe de Florència)

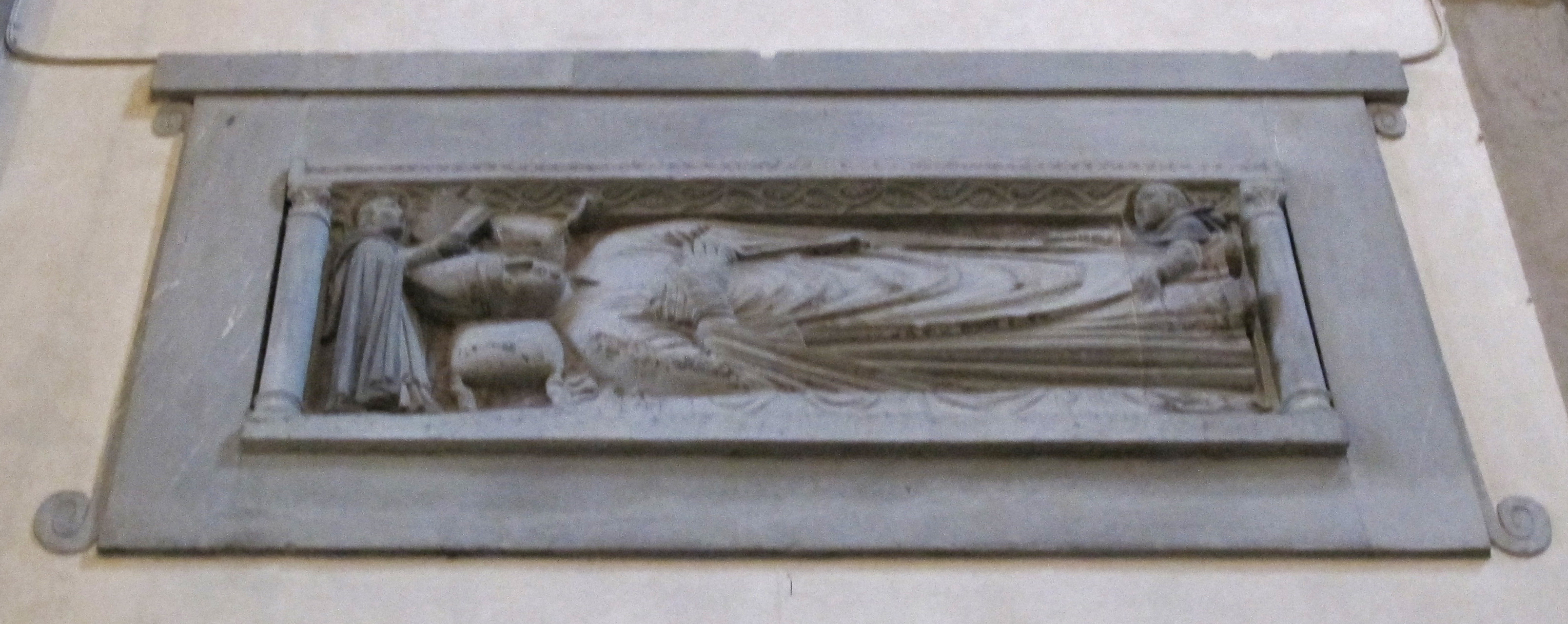
Làpida de Corrado Gualfreducci della Penna, basílica de Santa Maria Novella, Florència

- Corrado Gualfreducci della Penna, O.P. † (5 de març de 1311 - 1312 mort)
- Tedice di Aliotto Visdomini † (20 de juliol de 1312 - d'octubre de 1336 mort)
- Fuligno Carboni † (14 de març de 1337 - 17 de juny de 1349 mort)
- Sant'Andrea Corsini, O.Carm. † (13 d'octubre de 1349 - 6 de gener de 1374 mort)
- Beato Neri Corsini † (23 de gener de 1374 - 14 de novembre de 1377 mort)
- Niccolò Vanni † (1378 - 1383 nomenat bisbe de Recanati e Macerata)
- Antonio Cipolloni, O.P. † (1384 - 11 de febrer de 1390 nomenat bisbe de Volterra)
- Jacopo Altoviti, O.P. † (15 de febrer de 1390 - 5 de juny de 1408)
- Luca Manzoli, O.Hum. † (24 d'agost de 1408 - 1408 renuncià)
  - Antonio Caetani † (2 de juliol de 1409 - 1411) (administrador apostòlic)
- Bindo Ferrucci † (31 d'agost de 1411 - 1421 mort)
- Benozzo Federighi † (17 de novembre de 1421 - 1450 mort)
- Leonardo Salutati † (3 d'agost de 1450 - 1466 mort)
- Antonio degli Agli † (4 de maig de 1467 - 30 d'abril de 1470 nomenat bisbe de Volterra)
- Guglielmo Becchi, O.S.A. † (17 de maig de 1470 - 1480 renuncià)
  - Giovanni Arcimboldi † (1480 - 1481 renuncià) (administrador apostòlic)
- Roberto Folchi † (27 de juny de 1481 - 1530 mort)
- Guglielmo Folchi † (1530 succeduto - 17 d'abril de 1530 mort)
- Braccio Martelli † (20 de juny de 1530 - 12 de febrer de 1552 nomenat bisbe de Lecce)
- Pietro Camaiani † (12 de febrer de 1552 - 7 d'octubre de 1566 nomenat bisbe d'Ascoli Piceno)
- Angelo Cattani da Diacceto, O.P. † (15 de novembre de 1566 - 1570 renuncià)
- Francesco Cattani da Diacceto † (11 d'agost de 1570 - 4 de novembre de 1595 mort)
- Alessandro Marzi Medici † (13 de febrer de 1596 - 27 de juny de 1605 nomenat arquebisbe de Florència)
- Bartolomeo Lanfredini † (12 de setembre de 1605 - 28 d'agost de 1614 mort)
- Baccio Gherardini † (12 de gener de 1615 - 1 d'agost de 1620 mort)
- Tommaso Ximenes † (16 de novembre de 1620 - 3 de novembre de 1633 mort)
  - Cosimo della Gherardesca † (10 de maig de 1633 - 2 d'agost de 1634 mort) (bisbe electe)
- Lorenzo della Robbia † (6 d'agost de 1634 - 25 de gener de 1645 mort)
- Roberto Strozzi † (12 de juny de 1645 - 24 d'abril de 1670 mort)
- Filippo Soldani † (1 de setembre de 1670 - 13 d'agost de 1674 mort)
- Filippo Neri degli Altoviti † (27 de maig de 1675 - 28 de novembre de 1702 mort)
- Tommaso della Gherardesca † (12 de febrer de 1703 - 12 de novembre de 1703 nomenat arquebisbe de Florència)
- Orazio Maria Panciatichi † (17 de desembre de 1703 - de maig de 1716 mort)

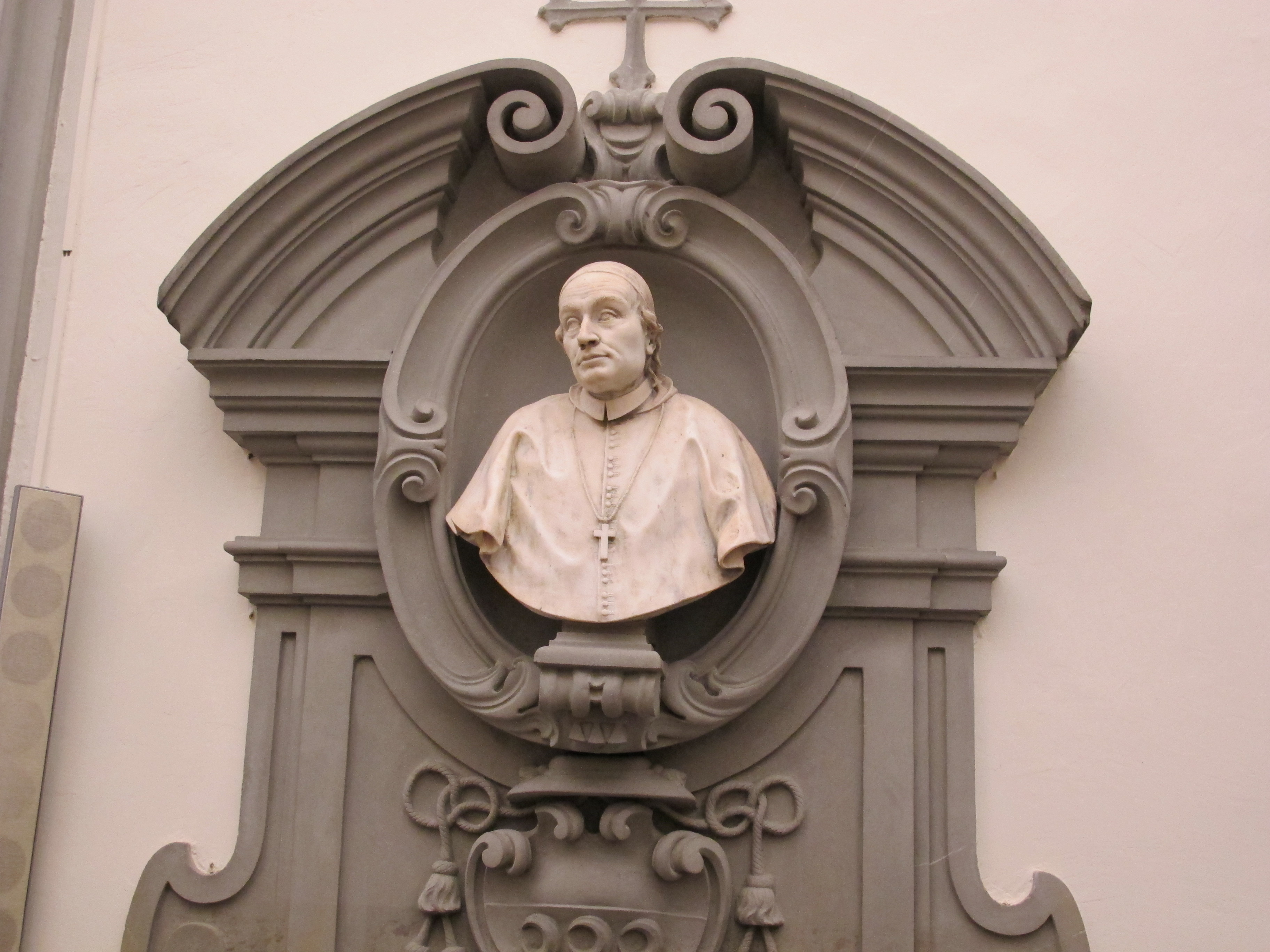
Tomba de Luigi Maria Strozzi, a Santa Maria in Campo, Florència

- Luigi Maria Strozzi † (1 de juliol de 1716 - 6 de gener de 1736 mort)
- Francesco Maria Ginori † (27 de febrer de 1736 - 1 de setembre de 1775 mort)
- Ranieri Mancini † (15 d'abril de 1776 - 10 de febrer de 1814 mort)
- Martino Leonardo Brandaglia † (15 de març de 1815 - 7 d'agost de 1825 mort)
  - Sede vacante (1825-1828)
- Giovan Battista Perretti † (28 de gener de 1828 - 23 de desembre de 1839 nomenat arquebisbe de Pisa)
  - Sede vacante (1839-1843)
- Vincenzo Menchi † (30 de gener de 1843 - 22 de maig de 1846 mort)
  - Sede vacante (1846-1848)
- Francesco Bronzuoli † (11 de setembre de 1848 - 1 de març de 1856 mort)
- Gioacchino Antonielli † (3 d'agost de 1857 - 27 de setembre de 1859 mort)
  - Sede vacante (1859-1871)
- Lorenzo Frescobaldi † (27 d'octubre de 1871 - 2 de maig de 1874 mort)
- Luigi Corsani † (15 de juny de 1874 - 11 de febrer de 1888 mort)
- Benedetto Tommasi † (1 de juny de 1888 - 11 de juliol de 1892 nomenat arquebisbe de Siena)
- David Camilli † (16 de gener de 1893 - 13 de febrer de 1909 mort)
- Giovanni Fossà † (29 d'abril de 1909 - 17 de desembre de 1936 mort)
- Giovanni Giorgis † (14 de juliol de 1937 - 31 de desembre de 1953 nomenat bisbe de Susa)
- Antonio Bagnoli † (8 d'abril de 1954 - 1 d'agost de 1977 jubilat)
- Simone Scatizzi † (1 d'agost de 1977 - 27 de maig de 1981 nomenat bisbe de Pistoia)
- Luciano Giovannetti (27 de maig de 1981 - 13 de febrer de 2010 jubilat)
- Mario Meini, des del 13 de febrer de 2010

## Estadístiques
A finals del 2013, la diòcesi tenia 145.200 batejats sobre una població de 154.700 persones, equivalent 93,9% del total.
| any  | població | població | població | sacerdots | sacerdots       | sacerdots       | sacerdots             | diaques | religiosos | religiosos | parroquies |
| ---- | -------- | -------- | -------- | --------- | --------------- | --------------- | --------------------- | ------- | ---------- | ---------- | ---------- |
| any  | batejats | total    | %        | total     | clergat secular | clergat regular | batejats por sacerdot | diaques | homes      | dones      |            |
| 1950 | 154.600  | 154.700  | 99,9     | 403       | 278             | 125             | 383                   |         | 155        | 364        | 256        |
| 1970 | 132.519  | 132.800  | 99,8     | 310       | 205             | 105             | 427                   |         | 129        | 640        | 261        |
| 1980 | 135.900  | 137.100  | 99,1     | 293       | 184             | 109             | 463                   |         | 122        | 520        | 261        |
| 1990 | 130.000  | 137.000  | 94,9     | 242       | 157             | 85              | 537                   | 6       | 85         | 460        | 218        |
| 1999 | 131.500  | 137.500  | 95,6     | 264       | 133             | 131             | 498                   | 11      | 141        | 418        | 218        |
| 2000 | 131.500  | 137.200  | 95,8     | 271       | 135             | 136             | 485                   | 11      | 136        | 431        | 218        |
| 2001 | 135.000  | 138.100  | 97,8     | 274       | 138             | 136             | 492                   | 11      | 136        | 431        | 218        |
| 2002 | 132.000  | 134.000  | 98,5     | 272       | 140             | 132             | 485                   | 11      | 262        | 426        | 218        |
| 2003 | 131.200  | 135.000  | 97,2     | 280       | 145             | 135             | 468                   | 11      | 272        | 415        | 218        |
| 2004 | 131.200  | 132.000  | 99,4     | 237       | 137             | 100             | 553                   |         | 134        | 415        | 218        |
| 2006 | 138.900  | 140.900  | 98,6     | 261       | 151             | 110             | 532                   | 16      | 140        | 340        | 218        |
| 2013 | 145.200  | 154.700  | 93,9     | 225       | 160             | 65              | 645                   | 17      | 72         | 320        | 218        |